# 스타 (미국의 드라마)
《스타》(영어: Star)는 2016년부터 2019년까지 방영된 미국의 뮤지컬 드라마이다.